# Федоткино (Марий Эл)
Федоткино (мар. Аматисола) — деревня в Горномарийском районе Марий Эл Российской Федерации. Входит в состав Пайгусовского сельского поселения.
Численность населения — 51 чел. (2014 год).

## География
Располагается в 3 км от административного центра сельского поселения — села Пайгусово.

## История
Марийское название происходит от имени Амати одного из первопоселенцев. Официальное название указывает на другого первопоселенца по имени Федот. Впервые упоминается в 1859 году.

## Население
| 2002 | 2010 | 2014 |
| ---- | ---- | ---- |
| 54   | ↘43  | ↗51  |